# Sursko-Klevțeve (Novomîkolaiivka), Dnipro
Sursko-Klevțeve (în ucraineană Сурсько-Клевцеве) este un sat în comuna Novomîkolaiivka din raionul Dnipro, regiunea Dnipropetrovsk, Ucraina.

## Demografie
Componența lingvistică a localității Sursko-Klevțeve
     Ucraineană (75,62%)
     Rusă (24,38%)
Conform recensământului din 2001, majoritatea populației localității Sursko-Klevțeve era vorbitoare de ucraineană (75,62%), existând în minoritate și vorbitori de rusă (24,38%).